# Cuadrilla de Quintanilla San García
La Cuadrilla de Quintanilla de San García es una de las siete en que históricamente se divide la merindad de Bureba en el partido de Briviesca, situada al nordeste de la provincia de Burgos, comunidad autónoma de Castilla y León (España) , incluía la villa de Foncea actualmente en La Rioja.

## Lugares que comprendía
Comprendía seis villas todas con jurisdicción de realengo, conforme a la siguiente relación:es:
| - Altable (Ebro) - Ameyugo (Ebro) | - Foncea (La Rioja) | - Quintanilla San García | - Vallarta - Valluércanes | (Ebro) |

## Historia
A la caída del Antiguo Régimen todos los lugares quedaron agregados a sus respectivos ayuntamientos constitucionales en los partidos de Briviesca y de Miranda de Ebro pertenecientes a la región de Castilla la Vieja .